# Bars and Stripes Forever
 (mars 2017).
Si vous disposez d'ouvrages ou d'articles de référence ou si vous connaissez des sites web de qualité traitant du thème abordé ici, merci de compléter l'article en donnant les références utiles à sa vérifiabilité et en les liant à la section « Notes et références ».
Pour plus de détails, voir Fiche technique et Distribution.
Bars and Stripes Forever est un cartoon Merrie Melodies réalisé par Ben Hardaway et Cal Dalton en 1939.

## Synopsis
Dans une prison, les détenus organisent et préparent une mutinerie; l'un d'eux s'échappe mais finit par se faire retrouver dans une vieille maison et retourne à la case départ dans sa cellule.